# Aherahu (Saare)
Aherahu ist eine unbewohnte Insel in der Landgemeinde Saaremaa im Kreis Saare 820 Meter von der größten estnischen Insel Saaremaa entfernt. Die 2 Hektar große Insel gehört zum Nationalpark Vilsandi.